# Nachtschalter

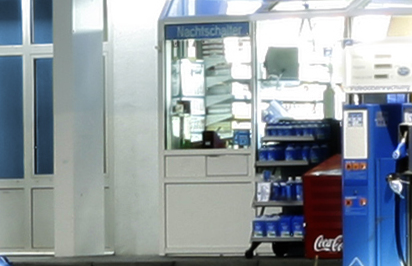
Nachtschalter an einer Tankstelle (2007)

Ein Nachtschalter ist eine Art des Abfertigungsschalters, an dem Kunden außerhalb der gewöhnlichen Ladenöffnungszeiten (in der Regel nachts) Geschäfte tätigen können. Die Abwicklung erfolgt dabei über das Schalterfenster, somit müssen die Kunden das Ladengeschäft nicht betreten, es kann also über Nacht verschlossen werden.

## Verbreitung

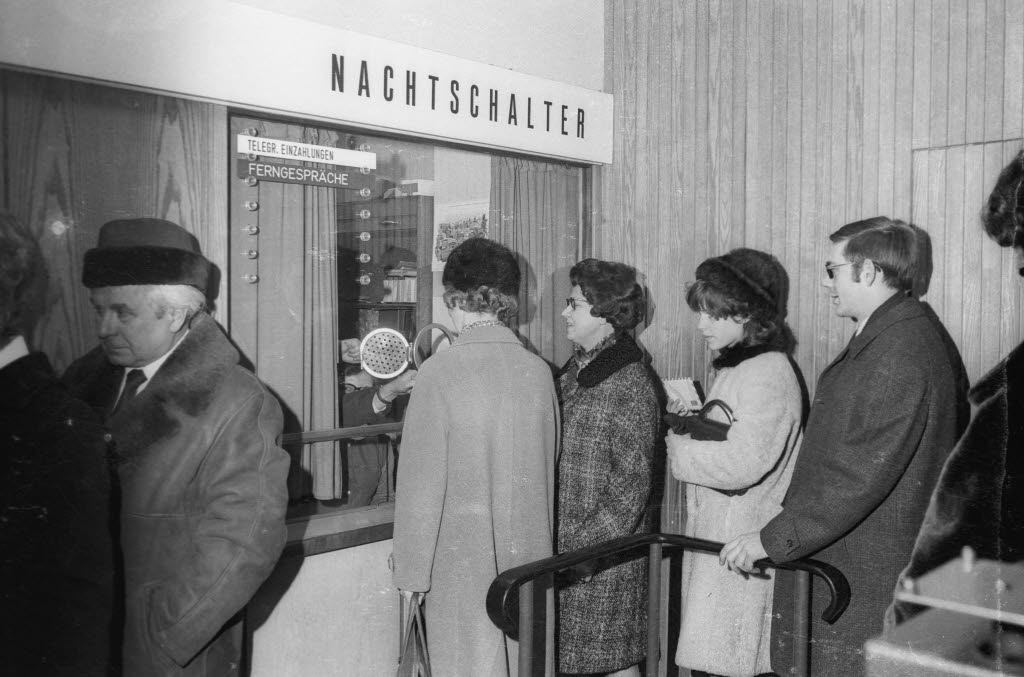
Nachtschalter im Hauptpostamt Kiel, 1971

Spätestens seit der Mitte des 19. Jahrhunderts sind Nachtschalter in Postämtern belegt, die die Aufgabe von Postsendungen außerhalb der Öffnungszeiten ermöglichten. Für das Jahr 1866 ist beispielsweise je ein Post-Nachtschalter in München und Bamberg verzeichnet.
Ein weiteres Einsatzgebiet für Nachtschalter ist der Apothekennotdienst. In Apotheken, die für den Notdienst nicht ihren regulären Verkaufsraum öffnen können oder wollen, wird über einen Nachtschalter bzw. ein sogenanntes Notdienstfenster verkauft. Der Nachtschalter an Apotheken ist in der Regel in unmittelbarer Nähe des regulären Ladeneingangs positioniert.
Weit verbreitet sind Nachtschalter an Tankstellen. Da diese nicht den durch das Ladenschlussgesetz beschränkten Öffnungszeiten unterliegen, haben Tankstellen vielerorts rund um die Uhr geöffnet; der Kundenkontakt in den Nachtstunden wird dabei oft über Nachtschaltersysteme abgewickelt. Da die meisten Tankstellen heutzutage einen Großteil ihres Umsatzes mit Supermarktwaren erzielen, verzichten vereinzelt Pächter auf den Einsatz eines Nachtschalters. Damit sollen Kunden in den späten Abend- und Nachtstunden zu Spontankäufen animiert werden, während sie sich durch den Tankstellenshop zur Kasse begeben. Große Mineralölkonzerne wie Shell oder Aral empfehlen jedoch den Einsatz von Nachtschaltern aus Gründen der Sicherheit bzw. schreiben es sogar vor. Seit den 1990er Jahren entwickelten sich die Tankstellen-Nachtschalter vor allem in strukturschwachen und ländlichen Regionen, wegen fehlender Alternativen aber auch im innerstädtischen Bereich, zu einem Treffpunkt für Jugendliche und junge Erwachsene.

## Sicherheitsaspekt
Die Kriminalpolizei empfiehlt vor allem für Tankstellen den Betrieb eines Nachtschalters aus Aspekten der Sicherheit. Ein Nachtschalter ermöglicht es dem Personal der Tankstelle, in den Nachtstunden den Verkaufsraum zu verschließen, um Raub- und Diebstahlsdelikten vorzubeugen. Außerdem verhindert ein solcher Schalter den direkten körperlichen Kontakt zwischen Personal und einem eventuellen Täter. Nachtschalter werden heute wie andere Sicherheitsschalter, die auch tagsüber z. B. in Banken und Wechselstuben eingesetzt werden, serienmäßig aus schwer zerstörbarem Material hergestellt. Moderne Nachtschalter an Tankstellen mit ihren bis zu 20 mm starken Blechen und Panzerglasscheiben halten auch dem Beschuss durch Feuerwaffen stand.

## Sonstiges
Im Zuge der COVID-19-Pandemie stellten ab dem Frühjahr 2020 einige Tankstellenbetreiber ihren kompletten Betrieb auf Nachtschalterabfertigung um, um den Kundenkontakt und damit das Infektionsrisiko ihrer Mitarbeiter zu minimieren. Dieses Vorgehen wurde zum Beispiel von der Berufsgenossenschaft Handel und Warenlogistik empfohlen.